# Velký močál
Velký močál je bývalá národní přírodní rezervace vyhlášená v roce 1969 u města Přebuz. Důvodem ochrany byla ochrana horského rašeliniště s porosty kleče a význačnou květenou a zvířenou.

## Zrušení ochrany
Vyhláškou ministerstva životního prostředí byla národní přírodní rezervace 1. července 2012 zrušena a v ten samý den bylo její území začleněno do nově vyhlášené národní přírodní rezervace Rolavská vrchoviště.

## Flóra a fauna

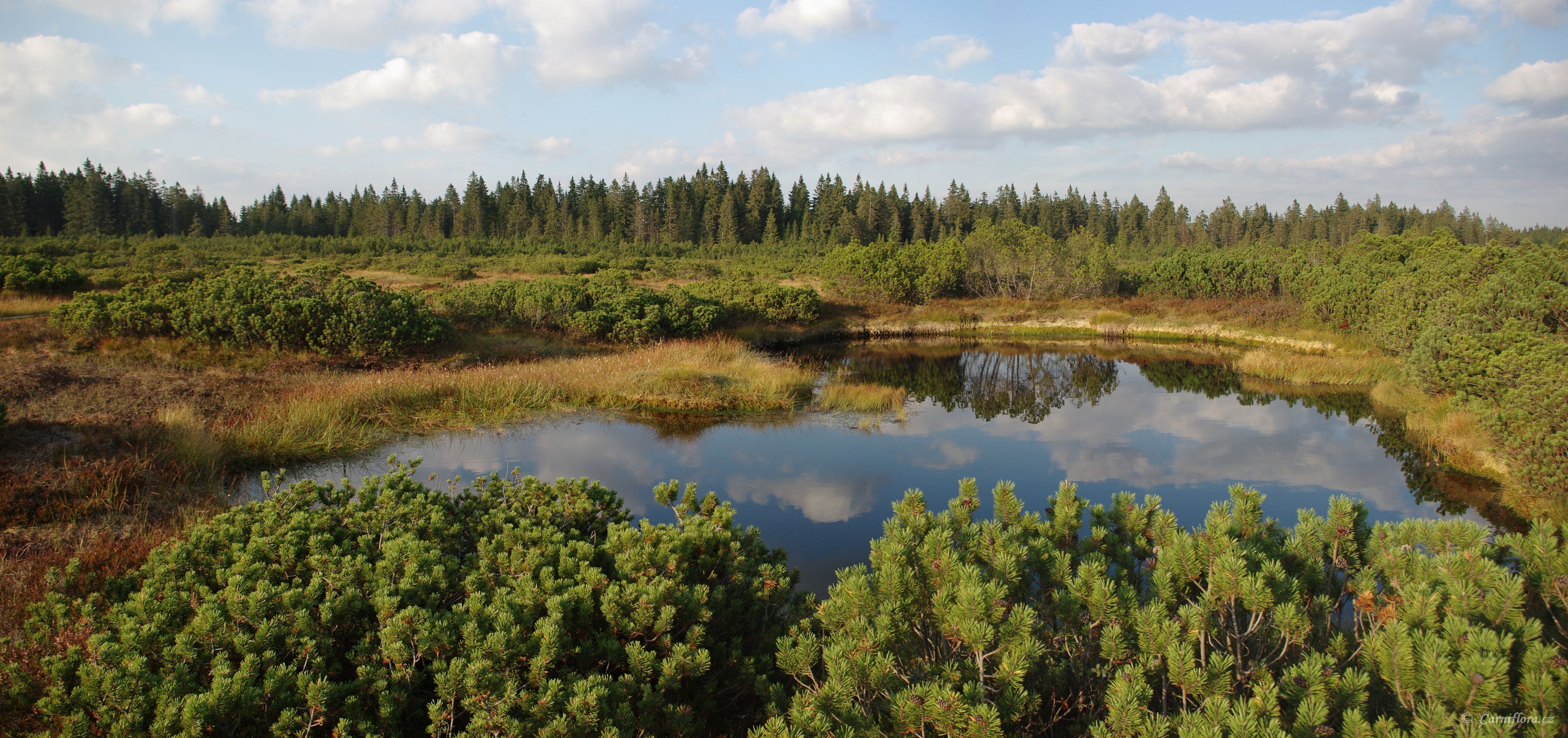
Blänk v NPR Velký močál

Bylinné patro tvoří především brusnice borůvka (Vaccinium myrtillus), vlochyně bahenní (Vaccinium uliginosum), klikva bahenní (Oxycoccus palustris), šicha černá (Empetrum nigrum) či suchopýr pochvatý (Eriophorum vaginatum). K zajímavým a vzácným druhům patří masožravky rosnatka okrouhlolistá (Drosera rotundifolia) a rosnatka anglická (Drosera anglica), blatnice bahenní (Scheuchzeria palustris) a dále pak kapradinka ostřice mokřadní (Carex limosa).
Z ptáků byli pozorováni bekasina otavní (Gallinago gallinago), káně lesní (Buteo buteo), křivka obecná (Loxia curvirostra), linduška luční (Anthus pratensis) či vodouš kropenatý (Tringa ochropus) nebo čírka obecná (Anas crecca). Ze vzácnějších druhů byla doložena významná populace tetřeva hlušce (Tetrao urogallus) a tetřívka obecného (Tetrao tetrix).